# (8782) Бахрах
(8782) Бахрах (лат. Bakhrakh) — типичный астероид главного пояса, открыт 26 октября 1976 года советским астрономом Тамарой Смирновой в Крымской астрофизической обсерватории и 26 июля 2000 года назван в честь радиофизика Льва Бахраха.

## Обнаружение и именование
(8782) Бахрах
Открыт 18 апреля 1972 года в Крымской астрофизической обсерватории Т. М. Смирновой.
Лев Давидович Бахрах (р. 1921) — член-корреспондент Российской академии наук, является автором фундаментальных и прикладных исследований в области радиофизической антенной техники. Разработал теорию многозеркальных антенн, широко используемых в радиоастрономии и космической связи.
Оригинальный текст (англ.)8782 Bakhrakh
Discovered 1976 Oct. 26 by T. M. Smirnova at the Crimean Astrophysical Observatory.
Lev Davidovich Bakhrakh (b. 1921), a corresponding member of the Russian Academy of Sciences, is the author of fundamental and applied investigations in radiophysics antenna techniques. He developed the theory of multi-mirror antennae widely used in radioastronomy and space communication.
Источники: 20000726/MPCPages.arc; M.P.C. 41029.

## Орбита

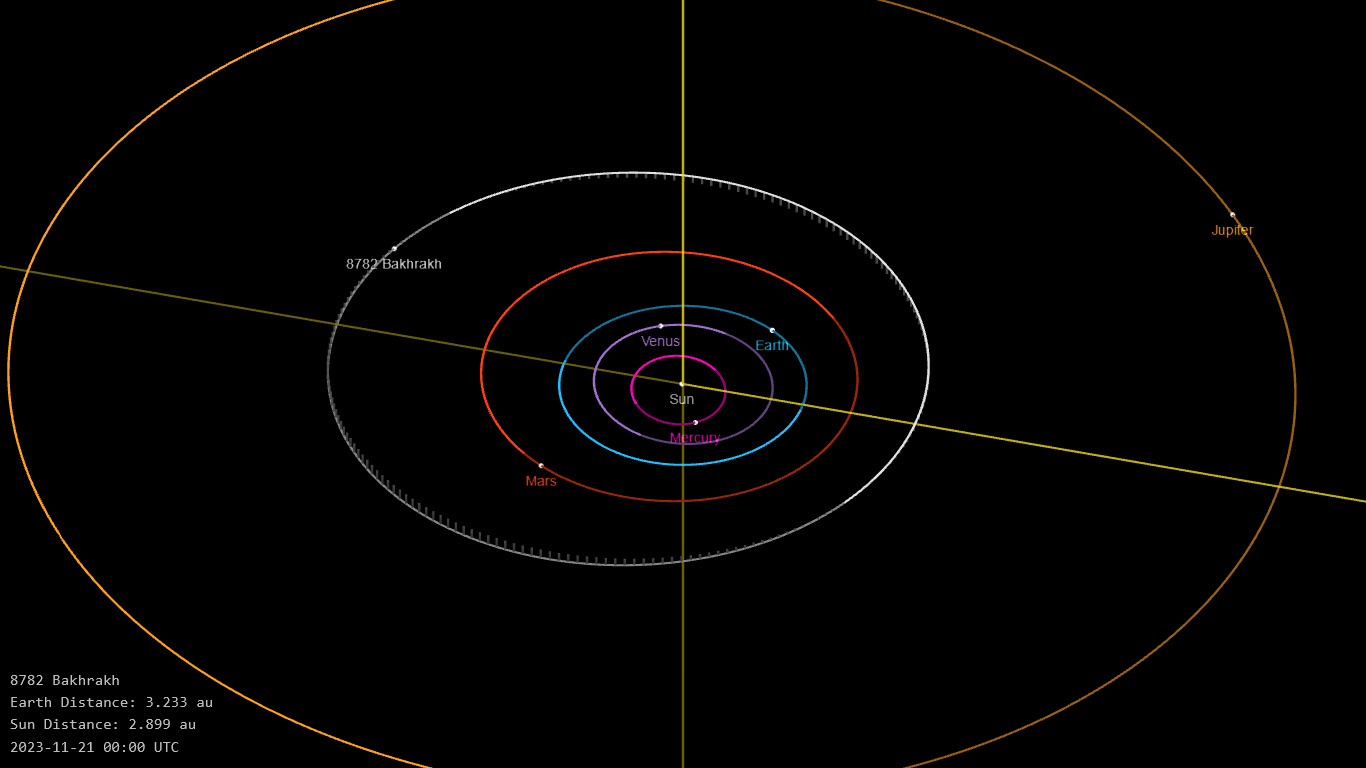
Орбита астероида Бахрах и его положение в Солнечной системе

## Физические характеристики
Из наблюдений телескопа VISTA и наблюдений системы Asteroid Terrestrial-impact Last Alert System следует, что астероид относится к таксономическому классу C.
По результатам наблюдений в видимом и ближнем инфракрасном диапазоне космического телескопа NEOWISE и наблюдений в инфракрасном диапазоне спутника Akari диаметр астероида оценивался равным 9,163±0,083 км, 9,88±0,36 км, 8.15±2,49 км, 7,99±2,37 км и 6,92±1,43 км, 8,06±2,27 км. Согласно тем же источникам альбедо оценивается как 0,0677±0,0125, 0,038±0,003, 0,06±0,05, 0,068±0,012, 0,076±0,068 и 0,095±0,044, 0,074±0,047.